# Sour Grapes
Pour plus de détails, voir Fiche technique et Distribution.
Sour Grapes est un film américain réalisé par Larry David, sorti en 1998.

## Fiche technique
- Titre original : Sour Grapes
- Réalisation et scénario : Larry David
- Photographie : Victor Hammer
- Montage : Priscilla Nedd-Friendly
- Musique : Stewart Copeland
- Production : Laurie Lennard
- Pays de production : États-Unis
- Format : Couleurs - 1,85:1 - Mono
- Genre : Comédie
- Durée : 91 minutes
- Date de sortie : 1998

## Distribution
- Steven Weber : Evan Maxwell
- Craig Bierko : Richie Maxwell
- Viola Harris : Selma Maxwell
- Karen Sillas : Joan
- Robyn Peterman : Roberta
- Matt Keeslar : Danny Pepper
- Jennifer Leigh Warren : Millie
- Orlando Jones : Digby
- John Toles-Bey : Lee
- Deirdre Lovejoy : l'imfirmière Wells
- Richard Gant : le détective Crouch
- Philip Baker Hall : M. Bell
- Sonya Eddy : l'imfirmière Loder
- Kristin Davis : Riggs
- Larry David : le directeur de studio / le docteur ennuyeux / le clochard chantant